# 아이티 여자 축구 국가대표팀
아이티 여자 축구 국가대표팀은 아이티를 대표하는 여자 축구 대표팀으로 아이티 축구 연맹에서 관리한다. 1991년 4월 17일 자국에서 열린 자메이카와의 1991년 CONCACAF 여자 축구 선수권 대회 B조 조별리그 1차전에서 국제 A매치 첫 경기를 치렀고 이 경기에서 1-0으로 승리를 거두었으며 현재까지 아이티의 하계 올림픽 본선 기록은 전무하다.

## 국제 대회 경력

### FIFA 여자 월드컵
2023년 FIFA 여자 월드컵 북중미카리브 지역 예선 격인 2022년 CONCACAF W 챔피언십에서 A조 3위·최종 6위로 파나마와 함께 대륙간 플레이오프에 직행했고 대륙간 플레이오프 1라운드에서 세네갈, 2라운드에서 칠레를 꺾고 사상 첫 여자 월드컵 본선 진출에 성공하면서 1974년 FIFA 월드컵 본선에 처음이자 마지막으로 참가한 남자대표팀 이후 49년만에 월드컵 본선 진출의 쾌거를 달성했다.

### CONCACAF W 챔피언십
여자 골드컵 본선에는 5번 출전하여 이 가운데 자국에서 열린 초대 대회인 1991년 대회에서 4위에 이름을 올리면서 모든 국제 대회를 통틀어 가장 좋은 성적을 거두었으며 이후 4번의 대회에서는 조별리그에서 탈락했다. 다만 2002년 대회 B조 최종전에서 자메이카를 2-1로 꺾었고 2010년 대회 B조 최종전에서도 과테말라를 1-0으로 꺾었으며 2014년 대회 A조 1차전에서도 역시 과테말라를 1-0으로 꺾었다.

## 수상

### FIFA 여자 월드컵
| FIFA 여자 월드컵 기록 | FIFA 여자 월드컵 기록 | FIFA 여자 월드컵 기록 | FIFA 여자 월드컵 기록 | FIFA 여자 월드컵 기록 | FIFA 여자 월드컵 기록 | FIFA 여자 월드컵 기록 | FIFA 여자 월드컵 기록 | FIFA 여자 월드컵 기록 | FIFA 여자 월드컵 기록 |
| Year                  | Result                | GP                    | W                     | D*                    | L                     | GF                    | GA                    | GD                    |                       |
| --------------------- | --------------------- | --------------------- | --------------------- | --------------------- | --------------------- | --------------------- | --------------------- | --------------------- | --------------------- |
| 1991                  | 지역 예선 탈락        | 지역 예선 탈락        | 지역 예선 탈락        | 지역 예선 탈락        | 지역 예선 탈락        | 지역 예선 탈락        | 지역 예선 탈락        | 지역 예선 탈락        |                       |
| 1995                  | 불참                  | 불참                  | 불참                  | 불참                  | 불참                  | 불참                  | 불참                  | 불참                  |                       |
| 1999                  | 지역 예선 탈락        | 지역 예선 탈락        | 지역 예선 탈락        | 지역 예선 탈락        | 지역 예선 탈락        | 지역 예선 탈락        | 지역 예선 탈락        | 지역 예선 탈락        |                       |
| 2003                  | 지역 예선 탈락        | 지역 예선 탈락        | 지역 예선 탈락        | 지역 예선 탈락        | 지역 예선 탈락        | 지역 예선 탈락        | 지역 예선 탈락        | 지역 예선 탈락        |                       |
| 2007                  | 지역 예선 탈락        | 지역 예선 탈락        | 지역 예선 탈락        | 지역 예선 탈락        | 지역 예선 탈락        | 지역 예선 탈락        | 지역 예선 탈락        | 지역 예선 탈락        |                       |
| 2011                  | 지역 예선 탈락        | 지역 예선 탈락        | 지역 예선 탈락        | 지역 예선 탈락        | 지역 예선 탈락        | 지역 예선 탈락        | 지역 예선 탈락        | 지역 예선 탈락        |                       |
| 2015                  | 지역 예선 탈락        | 지역 예선 탈락        | 지역 예선 탈락        | 지역 예선 탈락        | 지역 예선 탈락        | 지역 예선 탈락        | 지역 예선 탈락        | 지역 예선 탈락        |                       |
| 2019                  | 지역 예선 탈락        | 지역 예선 탈락        | 지역 예선 탈락        | 지역 예선 탈락        | 지역 예선 탈락        | 지역 예선 탈락        | 지역 예선 탈락        | 지역 예선 탈락        |                       |
| 2023                  | 조별 리그             | 3                     | 0                     | 0                     | 3                     | 0                     | 4                     | –4                    |                       |
| Total                 | 1/9                   | 3                     | 0                     | 0                     | 3                     | 0                     | 4                     | –4                    |                       |

*Draws include knockout matches decided on penalty kicks.

### CONCACAF W 챔피언십
- 1991년: 4위
- 1993년 ~ 1994년: 불참
- 1998년: 조별 예선
- 2000년: 불참
- 2002년: 조별 예선
- 2006년: 예선 탈락
- 2010년 ~ 2014년: 조별 예선
- 2018년: 예선 탈락
- 2022년: 조별 리그

## 같이 보기
- 아이티 축구 국가대표팀